# Bijelo Dugme
Bijelo Dugme (en castellano, "Botón Blanco") fue un grupo de rock, el más popular de la antigua Yugoslavia.

## Historia
Fue fundado en Sarajevo en 1973. El grupo publicó cinco álbumes hasta 1989. El grupo surgió de una agrupación anterior llamada Jutro (es decir 'amanecer'), adoptándose el nuevo nombre en 1974. El líder y único miembro permanente del grupo fue su guitarrista y compositor, Goran Bregović. Se disolvió en 1989.

## Reunión
Goran Bregović, quién durante la década de los noventa llegó a ser uno de los compositores de los Balcanes más conocidos internacionalmente, en numerosas ocasiones declaró que no iba a reunir nuevamente al grupo; Sin embargo, en 2005, Bijelo dugme se volvió a reunir con Bregović a la guitarra, Bebek, Tifa e Islamović en voces, Redžić en bajo, Vukašinović y Jankelić en la batería y Pravdić y Ristovski en teclados. La banda dio tres conciertos auspiciados por Coca-Cola: en Sarajevo (en el Koševo stadium), en Zagreb (en el Maksimir stadium) y en Belgrado (en el Belgrade Hippodrome), atrayendo a más de 250,000 fanes, pero criticados por un sonido poco convincente. La reunión tuvo gran cobertura por parte de los medios. El álbum en vivo Turneja 2005 - Sarajevo, Zagreb, Beograd (Tour 2005 - Sarajevo, Zagreb, Belgrado) grabado durante la gira, fue editado. Después de los conciertos los tres vocalistas continuaron tocando juntos fuera de la antigua Yugoslavia bajo el nombre Kad Bi Bio Bijelo Dugme.

## Miembros
- Goran Bregović, líder y guitarrista entre 1974 y 1989.
- Željko Bebek, cantante entre 1974 y 1984.
- Mladen "Tifa" Vojičić, cantante entre 1984 y 1985.
- Alen Islamović, cantante entre 1986 y 1989.
- Zoran Redžić, bajista entre 1974 y 1975, y entre 1977 y 1989.
- Jadranko Stanković, bajista en 1974.
- Ivica Vinkovic, bajista en 1975.
- Ljubiša Racić, bajista entre 1975 y 1977.
- Sanin Karić, bajista en 1977.
- Goran "Ipe" Ivandić, baterista entre 1974 y 1976, entre 1977 y 1978, y entre 1982 y 1989.
- Milić Vukašinović, baterista entre 1976 y 1977.
- Dragan "Điđi" Jankelić, baterista entre 1978 y 1982.
- Vlado Pravdić, teclista entre 1974 y 1976, y entre 1978 y 1987.
- Laza Ristovski, teclista entre 1976 y 1978, y entre 1984 y 1989.

## Discografía
- Kad bi' bio bijelo dugme de 1974.
- Šta bi dao da si na mom mjestu de 1975.
- Eto! Baš hoću! de 1976.
- Bitanga i princeza de 1979.
- Doživjeti stotu de 1980.
- Uspavanka za Radmilu M. de 1983.
- A milicija trenira strogoću i druge pjesmice za djecu de 1983.
- Kosovka djevojka de 1984.
- Pljuni i zapjevaj moja Jugoslavijo de 1986.
- Ćiribiribela de 1988.